# Cronologia del futur llunyà
La Cronologia del futur llunyà comprèn el període a partir de l'1 de gener de l'any 10.001 de la nostra era. S'han fet algunes prediccions que concerneixen a aquest temps futur. Les mateixes van des de prediccions astronòmiques, fins a fets de ciència-ficció. Si bé les prediccions del futur no poden ser considerades com absolutament segures, aquesta llista de prediccions es desprèn de la comprensió actual i els models científics. Aquests camps inclouen l'astrofísica, que ha posat de manifest com els planetes i les estrelles es formen i, interaccionen i es "moren", la física de partícules, que ha revelat com es comporta la matèria en les escales més petites, i la tectònica de plaques, el que demostra com els continents canvien durant milers d'anys.

## Prediccions astronòmiques
Aquesta secció conté nombroses prediccions astronòmiques peculiars i que s'espera que ocorrin amb posterioritat a l'any 10000.

### Missatge d'Arecibo

Missatge d'Arecibo. Els colors van ser afegits per destacar les diferents parts. El missatge original no posseeix informació sobre colors.

- 25.000: el missatge de ràdio interestel·lar enviat el 1974 pel Radiotelescopi d'Arecibo arriba al seu destí, el cúmul globular M13 també conegut com a Cúmul d'Hèrcules.

### Estrella d'Orió
11.800: L'estrella de Barnard fa la seva aproximació més propera al planeta Terra, 3,8 anys llum.

### Òrbita terrestre
- ~ 12.000: L'obliqüitat de la Terra arriba a un màxim, proper als 22 º.
- ~ 14000: Vega es converteix en Estrella Polar.
- ~ 28.000: L'excentricitat de l'òrbita terrestre arriba a un mínim, proper a 0.

### Voyager 1 i 2
- En 40.000 anys la sonda Voyager 1 estarà a 1,6 anys-llum d'AC +79 3888, un estel de la constel·lació de Camelopardalis.[5]
- En 296.000 anys, la sonda Voyager 2 passarà a 4,3 anys llum de Sírius, l'estrella més brillant del nostre cel.[5]

### reentrades de satèl·lits
- ~ 52.005-52.010: S'espera que la càpsula del temps KEO faci la seva reentrada.

### Coincidències dels nodes dels planetes
- 12.720: Coincidència dels nodes de Mercuri i Venus.
- 67.730: Coincidència dels nodes de Mercuri i Venus.

### Trànsits
trànsits i eclipsis simultanis
- 20 d'agost de 10.663: Eclipsi total de Sol i trànsit de Mercuri.
- 25 d'agost d'11.268: Eclipsi total de Sol i trànsit de Mercuri.
- 28 de febrer d'11.575: Eclipsi anular de Sol i trànsit de Mercuri.
- 5 d'abril de 15.232: Eclipsi total de Sol i trànsit de Venus.
- 20 d'abril de 15.790: Eclipsi anular de Sol i trànsit de Mercuri.

### Trànsits simultanis de Mercuri i Venus
- 13 de setembre de 13.425: Té lloc en un interval de 16 hores el trànsit de Mercuri i Venus.
- 26 de juliol de 69.163: Trànsit simultani de Mercuri i Venus.
- 27 de març de 224.508: Trànsit simultani de Mercuri i Venus.

### Trànsits d'Urà i Neptú
- Octubre de 38.172: Trànsit d'Urà des Neptú.
- Maig de 38.175: Trànsit d'Urà des Neptú

### Altres trànsits
- 571.741: Trànsit simultani de Venus i la Terra des de Mart.[6]

## Ocultacions d'estels brillants per planetes

### 10.000-11.000
- 1 de novembre de 10.032: Venus oculta a Regulus.
- 9 de novembre de 10.494: Venus oculta a Regulus.
- 5 d'octubre de 10.674: Mercuri oculta Aldebaran.
- 16 de novembre de 10.956: Venus oculta a Regulus.
- 28 d'abril de 10.974: (1) Ceres oculta Antares.

### 11.000-12.000
- 11 de desembre d'11.398: Mercuri oculta a Regulus.
- 24 de novembre d'11.418: Venus oculta a Regulus.

### 12.000-13.000
- 28 de juliol de 12.063: Mart oculta a Regulus.
- 5 de desembre de 12.115: Venus oculta a Regulus.
- 23 de desembre de 12.233: Mercuri oculta a Regulus.
- 10 de gener de 12.308: Mart oculta a Regulus.
- 30 jul 12.347: Mart oculta a Regulus.
- 15 de desembre 12.812: Venus oculta a Regulus.

### 13.000-14.000
- 9 de febrer de 13.189: Mercuri oculta a Regulus.
- 25 de gener de 13.207: Mart oculta a Regulus.
- 28 de novembre de 13.534: Mercuri oculta Aldebaran.
- 11 de gener de 13.595: Mercuri oculta a Regulus.
- 29 de desembre de 13.744: Venus oculta a Regulus.

### 14.000-15.000
- 18 de gener de 14.121: Mercuri oculta a Regulus.
- 11 de març de 14.161: Venus oculta a Regulus.
- 22 de gener de 14.384: Mercuri oculta a Regulus.
- 10 d'agost de 14.619: Mart oculta a Regulus.
- 26 de gener de 14.647: Mercuri oculta a Regulus.
- 29 de gener de 14.910: Mercuri oculta a Regulus.

### Posteriors al 15.000
- 18 d'abril de 22.767: Ceres oculta Aldebaran.
- 1 d'agost de 23.527: (2) Pal·les oculta a Càstor.
- 1 de gener de 40.529: Ceres oculta Aldebaran.
- 7 de gener de 41.367: Ceres oculta Aldebaran.

### Esdeveniments posteriors a l'any 1.000.000

La mida actual del Sol (ara en la seva seqüència principal) comparat amb la seva grandària estimada durant la seva fase de gegant vermella.

Existeixen moltes teories i models diferents sobre el nostre univers, el seu passat, present i futur. Per això, els esdeveniments llistats a continuació poden no ser definitius, complets o consistents entre ells.
- 8.400.000: La càpsula del temps LAGEOS 2 fa la seva reentrada a l'atmosfera terrestre.
- ~ 1000000000: Es produiran els últims eclipsis totals i la Lluna s'allunyarà de l'òrbita terrestre.
- ~ 3000000000: La nostra galàxia, la Via Làctia col·lideix amb la galàxia d'Andròmeda segons les prediccions, per acabar formant una única galàxia el·líptica.
- ~ 5000000000: El Sol es converteix en una geganta vermella ocupant les òrbites dels planetes interns, engolint Mercuri, Venus i possiblement la Terra. La vida a la Terra, si llavors encara existeix, seria destruïda juntament amb el planeta.
- ~ 7000000000: El Sol es converteix en una nana blanca de la grandària de la Terra.
- ~ 10000000000: El Sol progressivament es farà una nana negra
- 1024: Segons la teoria de la mort tèrmica, la més probable, per aquest any totes les estrelles es convertiran, depenent de la seva massa, en forats negres, estrelles de neutrons i nanes negres, a mesura que esgotin el seu combustible.
- 10³²: Poc abans d'aquest any segons la Teoria de la gran unificació els protons i neutrons es desintegraran, això significa que tota la matèria tal com la coneixem es descompondrà en partícules més elementals com electrons i neutrins.
- 10100 (un googol): Finalment la temperatura de l'univers s'aproparà al zero absolut, l'última font d'energia serà la dels forats negres que segons la radiació de Hawking deixen escapar energia lentament a l'exterior. Després d'aquest any els forats negres hauran esgotat gairebé tota la seva energia, fins que s'acabi completament.

Una teoria manté que l'univers detindrà la seva expansió i començarà a contreure-s per finalment acabar en un Big Crunch (Gran Cruixit, en contraposició al big-bang o Gran Esclat), en el qual l'univers col·lapsarà en una singularitat. Una altra teoria postula que l'univers experimentarà un Big Rip, on l'expansió de l'univers es fa tan violenta que l'espaitemps s'esquinça. Una tercera teoria anticipa que l'univers continuarà expandint-se indefinidament dirigint-se cap a la mort tèrmica.

## Eres
- 428.899: L'últim any de la Kali Yuga, l'actual i última de les quatre yugas hindús (eres).

## Tecnologia
- 26 d'abril de 25.986: El nucli del reactor número 4 de Txernòbil que va explotar el 1986 deixarà de ser radioactiu.
- 28 de maig de 60.056: El rang de data del NTFS es desborda (264 x 100 nanosegons des l'1 de gener de 1601).
- 4 de desembre de 292.277.026.596: L'Hora Unix de 64 bits es restableix a zero.
- 31 de desembre de 170.141.183.460.469.231.731.687.303.715.884.105.727: El temps Unix de 128 bits es restableix a zero.

## Ciència-ficció
- 10.000: La sèrie Futurama diu que en aquest any, Nova Nova York serà darrerament destruïda.
- 10.191: La pel·lícula Dune dirigida per David Lynch el 1984 se situa en aquest any, així com les novel·les originals de Frank Herbert.
- 802.701: El protagonista de The Time Machine arriba a aquest any en recobrar la consciència després de patir un cop en pujar a la seva màquina que fa que aquesta recorri segles i mil·lennis ininterrompudament.
- 500.000.000: A la novel·la de ciència-ficció de Stephen Baxter Evolution, els últims descendents de l'home viuen en una relació simbiòtica amb arbres semblants als borametz de les llegendes, a les planes vermelloses i d'aspecte similar a les de Mart que cobreixen Pangea Última.
- 635.427.810: Després de matar el líder dels Morlocks el protagonista de La màquina del temps deté momentàniament la seva màquina en aquest any.
- 252.525: En la sèrie "Futurama" en aquest any la humanitat viurà com en l'edat mitjana.
- 1000000000: En la sèrie Futurama s'ha extingit la vida a la Terra.